# 中文標準交換碼
中文標準交換碼（Chinese Standard Interchange Code，簡稱CSIC），是中華民國國家標準11643號，簡稱CNS 11643，舊名通用漢字標準交換碼（Chinese Ideographic Standard Code for Information Interchange，簡稱CISCII），是中華民國政府為中文資訊處理制定的字元編碼方案，與許多學術圖書館系統採用的中文資訊交換碼同屬於中文交換碼。中文標準交換碼基于ISO 2022定义，和ASCII相容，其EUC版本為EUC-TW。

## 簡介
1980年9月，行政院國家科學委員會集合編碼專家、學者在溪頭舉行會議，建立國家中文資訊標準交換碼的編碼原則，並報請行政院核定。隔年，行政院函令國科會、教育部、中央標準局及主計處電子處理資料中心組成專案作業小組，推動編碼工作。經多次會商，於1983年10月底完成「通用漢字標準交換碼」的試用版，試行二年。試用期滿後，國科會與主計處電資中心邀集相關單位與業者組成技術小組，檢討試用結果，並根據檢討結果修訂編碼原則予以重編。1986年8月4日由經濟部中央標準局（後改名為標準檢驗局）正式公佈，取名「通用漢字標準交換碼」，其內容包括第一字面、第二字面共13,051字。
1980年代萬「碼」奔騰，業界使用各種不同的字符編碼，如大五碼、王安碼、IBM 5550碼、公會碼、電信碼、倚天碼等；CNS 11643與大五碼字數相同（大五碼有13,053字，但有兩個重碼）。藉由此國家標準交換碼的公布與使用，做為各種不同內碼間的橋梁，使得不同的內碼也可以互相溝通和交換，資料可共享。
為因應各界對擴大中文字元集的需求，中央標準局於1990年委託資訊工業策進會進行擴編。CNS 11643於1992年使用至第七字面，共48,027字，並更名為「中文標準交換碼」。2003年，標準檢驗局委託中文數位化技術推廣基金會再次擴編，於2004年推出新版的CNS 11643，將編碼空間由原先規定的十六字面增加到八十字面，並使用至第十五字面。2014年，使用第十七、十九字面。2021年，使用第二十四字面。CNS 11643現有兩個細部標準，「中文字基礎部件及部件屬性」（CNS 11643-2）以及「中文字筆畫分類」（CNS 11643-3）。
「CNS11643中文交換碼全字庫」為1999年時，由主計處電資中心委託中文數位化技術推廣基金會建置，用以解決中文碼查詢、轉碼與缺字問題。為配合2012年的行政院組織改造，全字庫改由研考會辦理，自2014年又由繼承研考會業務的國家發展委員會管理。2022年8月27日數位發展部成立後，網站管理機構調整為數位部。截至2025年6月，全字庫已收納108,916個文字及符號。若扣除第八、第九、以及第一字面中的符號、注音、部首、漢字構件等的非漢字字元，總共收納96,680個漢字。

## 版本
| 年份 | 標準名稱      | 更改 |
| ---- | ------------- | --- |
| 1983 | CNS11643-1983 | 通用漢字標準交換碼試用版推出，包括13,053字及441個符號，12月推出的大五碼，字集與字序與交換碼試用版完全相同，僅字碼定義不同。     |
| 1986 | CNS11643-1986 | 通用漢字標準交換碼正式版發行，包括13,051個字（刪除2個重複字，調整20個字順序）與441個符號，其餘均與試用版相同。                  |
| 1988 | CNS11643-1986 | 增加第十四字面使用者加字區交換碼，共增加6,148字。                                                                               |
| 1989 | CNS11643-1986 | 再增加第十四字面使用者加字區交換碼，共增加157字。                                                                               |
| 1992 | CNS11643-1992 | 擴充第3至7字面，增加部首和數字符號，並更換名稱為中文標準交換碼，總共包括48,027個字與684個符號。                                 |
| 2002 | CNS14649      | 國際標準ISO 10646／Unicode的中文版「CNS 14649廣用多八位元編碼字元集」推出，包括中、日、韓、越等20,902個漢字，及全球使用的字元。 |
| 2004 | CNS11643-2004 | 編碼架構擴充至八十字面。 |
| 2008 | CNS11643-2008 | 擴充版發行，增加了戶政用字與異體字等。                                                                                          |

## 編碼格式
CNS 11643遵循ISO/IEC 2022所規定的七位元94個圖形字元多位元組延伸編碼格式，以2個字节（byte）為中文碼編碼單位，以十六進位制之文數字表示，並且避開控制字元所在的範圍。字面字集之排列，大抵以使用頻率為次序，第一字面以常用字為主，第二字面以次常用字為主，第三字面以部分罕用字及較常用異體字為主，其後的字面大多以罕用字、異體字、教育部閩客語用字及戶政、役政、地政等機關用字為主。在每一字面中，依先筆畫後部首排列順序來編訂字碼（每一字面均以文字筆畫總數為第一次序，筆劃數同則按照部首為次序，部首同再按照筆順為次序）。 
CNS 11643採用多字面編碼結構，並藉助ISO/IEC 2022所規定的逸出順序（escape sequence）和調用控制符切換字面。因此，同樣的正規字元碼在CNS 11643的不同字面會代表不同的漢字（例如：第1字面字元碼454A為中文字「日」，而第2字面的454A是中文字「碇」）。CNS 11643在新版中規定了延伸字元碼，作為任一字元的唯一字元碼。中文標準交換碼延伸字元碼是在正規字元碼前，附加該字元所屬字面的字面指示碼。

### 終結字元
目前CNS11643的1至7字面之終結字元（最後字元、最終位元組）[F]已獲國際標準組織ISO正式登記為47至4D，亦可使用於字集之指定。依據ISO 237之規定，各國的國家標準若要成為國際間之中文資訊交換標準，必須向國際標準組織申請註冊，並由國際標準組織正式公佈，如此全球各國即可依國際標準公佈之終結字元進行資料交換。
CNS 11643-1992所包括的七個字面，每個字面均分別向ISO秘書處歐洲計算機製造商協會申請相對應之終結字元。經由資訊工業策進會之協助申請，1993年2月1日CNS 11643第一、第二字面正式獲得終結字元：47和48，1994年3月25日CNS 11643第三至第七字面也正式獲得終結字元：49–4D。
| CNS字面  | CNS暫用終結字元 | ISO正式終結字元 |
| -------- | --------------- | --------------- |
| 第一字面 | 30              | 47              |
| 第二字面 | 31              | 48              |
| 第三字面 | 32              | 49              |
| 第四字面 | 33              | 4A              |
| 第五字面 | 34              | 4B              |
| 第六字面 | 35              | 4C              |
| 第七字面 | 36              | 4D              |

## 最新版本
2021年版CNS 11643字面配置如下：
- 第一字面：字碼區間2121h至4243h為符號區（2009年在4242h新增歐元符號€，4243h新增國字〇）；字碼區間4421h至7D4Bh，共編入中文字5,401個；字集來源除教育部「常用國字標準字體表」所列4,808字外，並優先收編國中、國小教科書中常用字587字及異體字6字。另外在2009年，在字碼4244h至4254h，增補閩南語用拉丁符號17個[9]。
- 第二字面：字碼區間由2121h至7245h（2023年在7245h新增汉字「礴」（U+7934）），故編入中文字7,651個；字集來源除教育部「次常用國字標準字體表」所列6,330字外，並篩選編入教育部「罕用國字標準字體表」表中使用頻率較高之1,320字。
- 第三字面：字碼區間2121h至6246h，共編入中文字6,148個；字集來源為1988年6月行政院主計處電子處理資料中心暫編之使用者加字區第14字面前段；字碼區間6448h至672Ah為247個美國與香港提報字[10]。
- 第四字面：字碼區間2121h至6E5Ch，共編入中文字7,298個；字集來源除1988年6月行政院主計處電子處理資料中心暫編之使用者加字區第14字面後段171字外，並加入戶役政及其他使用單位、ISO/IEC 10646-2:2001漢字集、資訊業次常用字7,127字。
- 第五字面：字碼區間2121h至7C51h，目前編入中文字8,603個字；字集來源為未編入前4個字面之教育部罕用字。
- 第六字面：字碼區間2121h至647Ah，共編入中文字6,388個；字集來源為未編入前5個字面，且筆畫在14畫或以下之教育部異體字。
- 第七字面：字碼區間2121h至6655h，共編入中文字6,539個；字集來源為未編入前6個字面，且筆畫在15畫或以上之教育部異體字。
- 第八字面：編入ISO/IEC 10646:2003 基本多文種平面中，未收錄到原CNS 11643版本中的非漢字。
- 第九字面：字碼區間2121h至3557h，編入ISO/IEC 10646:2003 基本多文種平面中，未收錄到原CNS 11643版本中的非漢字；字碼區間7455h至7E7Eh，編入戶政字。
- 第十字面：編入ISO/IEC 10646:2003未收錄到原CNS 11643版本中的CJK Extension B漢字。
- 第十一字面：編入未收錄到原CNS 11643版本中的CJK Extension B, C, D漢字與地政字、教育部閩南語及客家語母語用字。
- 第十二字面：為戶政字，字碼區間6249h至627Eh，編入未收錄到原CNS 11643版本中的CJK Extension C漢字。
- 第十三字面：為戶政字。
- 第十四字面：為戶政字，字碼區間4B6Dh至6D79h，編入未收錄到原CNS 11643版本中的CJK基本區、CJK Extension A、CJK Extension C和CJK基本區急用漢字。
- 第十五字面：字碼區間2121h至6D39h，共編入中文字6,831個戶政、役政用字；字碼區間6D3Ah至7E3Ch，編入未收錄到原CNS 11643版本中的CJK Extension C漢字。
- 第十六字面：私人造字區。
- 第十七字面：2014年起開始使用，屬於內政部戶政、地政等字。
- 第十九字面：2014年起開始使用，屬於教育部異體字。
- 第二十四字面：2021年起開始使用，2121h為醫藥用字；2122h至2123h為元素、化學、符號用字。[11]
- 第18、20至23、25至80字面保留供未來使用。

## 與大五碼關係
大五碼為資訊工業策進會與臺灣十三家資訊業者簽約，共同為「五大軟體專案」所設計的中文字符編碼。該字符編碼於1983年12月推出，共收錄13,053個漢字（有兩字重複編碼，故實際上只有13,051個字）、408個符號、33個控制字元，其字元的範圍與順序都和1983年10月推出的「通用漢字標準交換碼」試用版相同，但碼位不同。「通用漢字標準交換碼」在1986年推出正式版，刪除試用版的2個重複編碼字，調整了20個字的順序。
大五碼後來成為繁體中文社群最常用的電腦漢字字集標準，然而所涵蓋的字數不敷實際需求，造成廠商各自增刪，衍生成多種不同版本。2003年中文數位化技術推廣基金會接受經濟部標準檢驗局委託，召集國內業者代表、專家和學者，就大五碼字元表的原始版本和業界主要版本予以重整，稱為Big5-2003。重整後的版本，去除了重複編碼，並新增7個中文字，以及370個符號，包括30個數字符號、24個部首、14個罕用符號、268個日本假名，以及34個表格符號。其成果最後收錄至CNS 11643的附錄之中。

### 比較
中央標準局所公佈的《通用漢字標準交換碼》（後更名為《中文標準交換碼》，CNS11643）与1984年发布的业界事实标准五大碼（Big5）有共同之处：两者都使用國字標準字體表为基础，但是《中文標準交換碼》所定义的码位更符合國字標準字體表所选定的字形。國字標準字體表本身并未定义字形的码位，而是依赖于其他标准将字形赋予码位。
其中，五大碼与现在的《中文標準交換碼》有部分收字差异：
| 國字         | 字表序號 | CNS 11643 | Big5收录异体       | 備註 |
| ------------ | -------- | --------- | ------------------ | --- |
| 彞（U+5F5E） | A01266   | 1-7641    | 彝（C255，U+5F5D） | |
| 叄（U+53C4） | B00287   | 3-3455    |                    | 五大碼未收录 |
| 噍（U+564D） | B00439   | 3-4B43    |                    | 五大碼未收录 |
| 㚷（U+36B7） | B00635   | 3-2847    |                    | 五大碼未收录 |
| 嬎（U+5B0E） | B00715   | 3-4B5F    | 嬔（E955，U+5B14） | CNS 11643第二字面2-565F疑似誤收「嬔」（U+5B14）字，但是显示为无点的「嬎」（U+5B0E）                                      |
| 尔（U+5C14） | B00760   | 3-223F    |                    | 五大碼未收录 |
| 㮣（U+3BA3） | B01783   | 3-4167    |                    | 五大碼未收录 |
| 礴（U+7934） | B03027   | 2-662B    | 礡（F2A1，U+7921） | Unicode統合時錯誤對應到統合漢字「礡」（U+7921）上，已於2023年11月3日修正2-662B字形，並在2-7245增加正確的「礴」（U+7934） |
| 緵（U+7DF5） | B03452   | 3-4E2B    | 繌（EDDB，U+7E4C） | CNS 11643第二字面2-5E48疑似誤收「繌」（U+7E4C）字                                                                      |
| 阸（U+9638） | B05531   | 4-2833    |                    | 五大碼未收录 |
| 鰌（U+9C0C） | B05989   | 3-5D76    |                    | 五大碼未收录 |

## 參看
- 《中華民國國家標準》
- 中日韓統一表意文字

## 資料來源
1. ↑  余保倫.  (PDF). 中華民國統計資訊網.   [2022-12-16]. （原始内容存档 (PDF)于2022-12-16）.
2. ↑  陳冠州. . 國家教育研究院樂詞網. 1995-12  [2024-04-29]. （原始内容存档于2024-04-29）.
3. ↑  .   [2015-03-28]. （原始内容存档于2015-04-02）.
4. 1 2 3  曾士熊. .   [2022-12-16]. （原始内容存档于2022-05-28）.
5. ↑  全字庫中文標準交換碼. .   [2022-12-16]. （原始内容存档于2022-12-16）.
6. ↑  . 全字庫 CNS11643.   [2025-05-21]. （原始内容存档于2025-04-03）.
7. 1 2  .   [2022-12-17]. （原始内容存档于2021-05-14）.
8. ↑   (PDF).   [2022-12-17]. （原始内容存档 (PDF)于2022-12-17）.
9. ↑  .   [2021-12-12]. （原始内容存档于2022-07-14）.
10. ↑  .   [2021-12-12]. （原始内容存档于2022-07-14）.
11. ↑  .   [2021-12-12]. （原始内容存档于2022-07-10）.
12. 1 2  曾士熊. .   [2022-12-17]. （原始内容存档于2022-05-28）.
13. ↑  .   [2022-12-17]. （原始内容存档于2021-05-14）.
14. ↑  謝東翰. .   [2022-12-17]. （原始内容存档于2022-12-17）.
15. ↑  . zi-hi.com.   [2023-04-25]. （原始内容存档于2021-05-14）.
16. ↑  国家教育研究院. .   [2021-05-14]. （原始内容存档于2021-05-15） （中文（臺灣））.

## 外部連結
- CNS11643中文標準交換碼全字庫 （页面存档备份，存于）
- CNS11643中文標準交換碼全字庫 資料集 （页面存档备份，存于）
- CNS 11643與Unicode對照表 （页面存档备份，存于）
- 曾士熊：認識中文字元碼 - 中文標準交換碼（CNS 11643） （页面存档备份，存于）
- 依据各平面显示所有字符的PDF（舊資料）